# Cacahual
Cacahual è un distretto dipartimentale della Colombia facente parte del dipartimento di Guainía. 
Al censimento del 2005 possedeva una popolazione di 1.662 abitanti.